# USS LST-239
O USS LST-239 foi um navio de guerra norte-americano da classe LST que operou durante a Segunda Guerra Mundial.